# Та-ра-рам-пам
«Та-ра-рам-пам» (Ta Ra Rum Pum, टा देहात रोम रोम) — полнометражный фильм Сиддхарта Ананда. Слоган фильма — «Не бойтесь быть счастливыми». Премьера состоялась 27 апреля 2007 года.

## Сюжет
Бедный эмигрант из Индии мечтает о принятии участия в гонках. Он пытается сделать это, и его усилия вознаграждаются тем, что его приняли в малоизвестную группу «Мчащиеся сёдла». В считанное время эмигрант становится первоклассным гонщиком. Рэджвир (так зовут эмигранта) встречает богатую девушку, которая также, как и он, индийского происхождения — Радика. Между ними начинается любовь. Но жениться не получается, так как семья Радики не хочет отдавать свою дочь Рэджвиру, так как его семья бедная. Но Радика упрямая, и в итоге Радика и Рэджвир женятся. Она теряет своё богатство и наследство. Радика и Рэджвир становятся родителями двух детей. Они становятся богатыми. Но неожиданно Рэджвир попадает в аварию и семья погружается в долги. Семья должна быть осторожной, ибо малейшая ошибка может сделать их бедными.

## В ролях
| Актёр             | Роль                           |
| ----------------- | ------------------------------ |
| Саиф Али Кхан     | Ранвир «Арви» Синкх            |
| Рани Мукхерджи    | Ратхика                        |
| Майанк Амин       | танцор Нейчл-Ви                |
| Вик Авилес        | менеджер команды               |
| Ноэль Бейкер      | Мисс Шарлотта / королева гонок |
| Виктор Банерджи   | Сабо Шекар Рэй Банерджи        |
| Долли Биндра      | Мисс Паноя                     |
| Вэнс Брэнтон      | тренер команды                 |
| Кристофер Комбс   | один из членов команды         |
| Бхарат Дабхолькар | Билли Батия                    |
| Мераби Эллис      | владелец команды               |
| Мэттью Флеминг    | Стэн                           |
| Сэм Гош           | танцор                         |
| Мэри Гоггин       | директор танцевальной школы    |
| Бет Госнелл       | гоночая фанатка                |

## Интересные факты
- Один из 3 мудрецов (Бинод Прадхан, в инвалидной коляске) живёт напротив Джексон-Хитс.
- Таймс-Сквер пришлось закрыть для исполнения песни «Hey Shona».
- По плану, 2 актёра (Саиф Али Кхан и Рани Мукхерджи) должны были находиться в разных местах Нью-Йорка, чтобы исполнить песню о любви.
- Команда приехала в 2 часа ночи, чтобы подготовиться к съёмке, и рассчитала всё так, чтобы первый дубль проходил удачно и без проблем с освещением.